# ゼフィランサス
ゼフィランサスは、ヒガンバナ科（クロンキスト体系ではユリ科）タマスダレ属（学名: Zephyranthes）の植物の総称。温暖な地域で生育し、土中に鱗茎を形成する多年草。
近縁のハブランサス属、クーペリア属とともに、多くの種は乾燥と高温の後に雨が降って球根が潤うと花茎をのばして開花する性質があるため、ともにレインリリーと呼ばれる。
属名はギリシャ語の Zephyros（西風、ゼピュロス）と anthos（花）が語源であるが、なぜそう名付けられたのかよくわかっていない。

## 形態・生態
10〜25cm位の草丈。
ほとんどの種が6月〜9月頃に開花する。花色は白色、桃色、黄色などがあり、種間の交配が比較的容易なことから、両親の血を受け継いだ様々な色合いのものが存在する。よく似たハブランサスとよく混同される。ハブランサスは斜め上向きに花が咲くのに対して、ゼフィランサスの花は直立して真上に花が咲く特徴がある、とも言われるが、実際はそれぞれ上向きから横向きまで様々。雌しべの形に違いがあり、ハブランサスの雌しべはカブトムシの角に似る。
ヒガンバナ亜科の例にもれず、全草にリコリンを含み有毒であり、葉をニラ、鱗茎をノビルと間違えて食べて中毒を起こす例が報告されている。

## 分布
メキシコを中心に、北米南東部、西インド諸島、中央アメリカ、南アメリカに35〜40種がある。

## 人間との関わり
日本では園芸植物として広く植栽されているが、江戸時代末期から明治時代初期に渡来した、タマスダレやサフランモドキは稔性こそ低い（全く結実しないわけではない）が、鱗茎の分球による繁殖力が強く、耐暑性に優れ耐寒性もあるため、日本の気候によく順応し、人里周辺に野生化したものがよく見られる。
現在でも園芸店やホームセンターなどで球根が販売されており、容易に入手できる。多くの場合、タマスダレ、ハブランサス、サフランモドキ、キバナサフランモドキ、ゼフィブランサス（ゼフィランサスとハブランサスの属間交雑種）などの球根をミックスした状態の物がゼフィランサスの名かレインリリーの名で店頭に並ぶ。

## 下位分類
- Zephyranthes atamasco
- タマスダレ Zephyranthes candida - アルゼンチン、ウルグアイ、パラグアイのラプラタ川流域及びチリ、ペルーに分布[5]。白花。日本には1870年頃渡来。
- サフランモドキ Zephyranthes carinata（シノニム Zephyranthes grandiflora） - 中央アメリカ、西インド諸島原産。桃色の大輪花。日本には1845年頃渡来[6]。
- キバナサフランモドキ[7]（ゼフィランサス・シトリナ） Zephyranthes citrina - メキシコ（ユカタン半島）原産。黄花。
- ゼフィランサス・ドゥラモンディー Zephyranthes drummondii - アメリカ合衆国（テキサス州、ニューメキシコ州）及びメキシコ原産。白色の大輪花。
- Zephyranthes minuta
- コサフランモドキ[8]（ゼフィランサス・ロゼア） Zephyranthes rosea - 西インド諸島原産。桃色の小輪花。耐寒性に乏しい。
- Zephyranthes × ajax

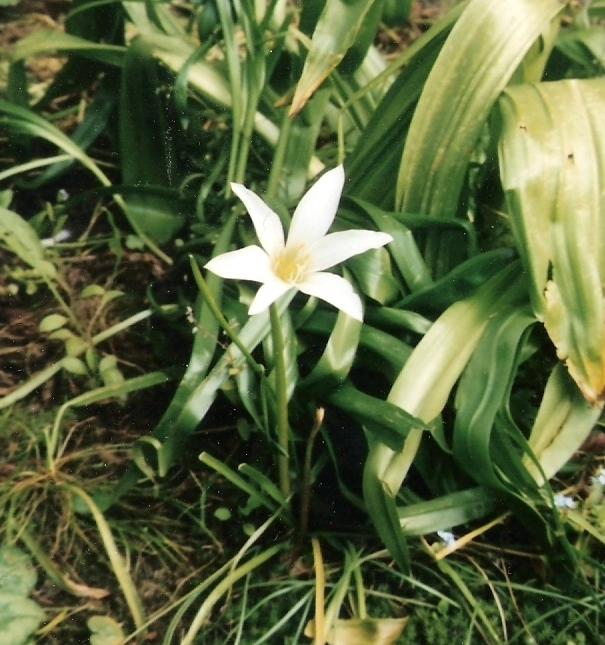
Zephyranthes atamasco
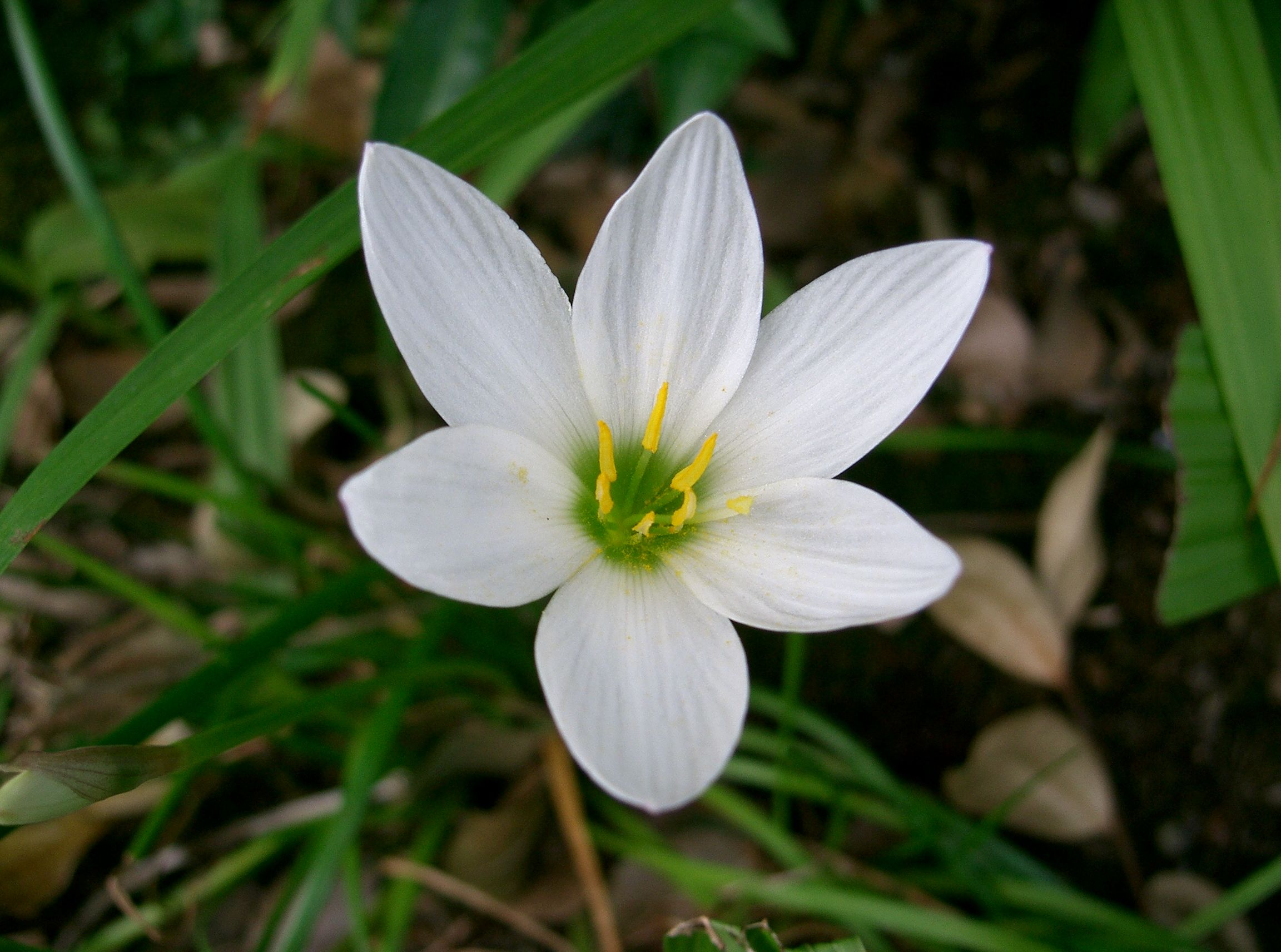
タマスダレ
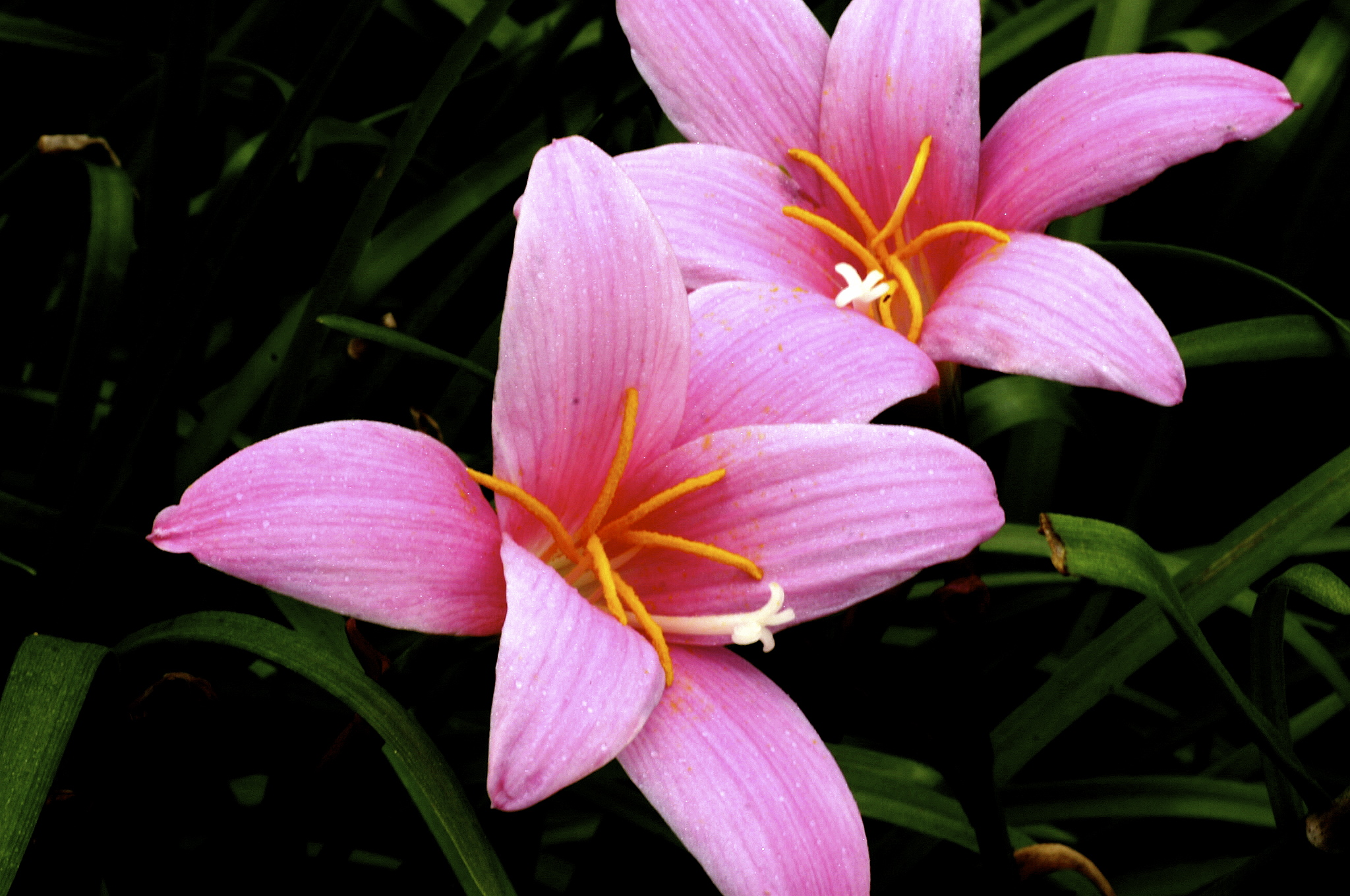
サフランモドキ
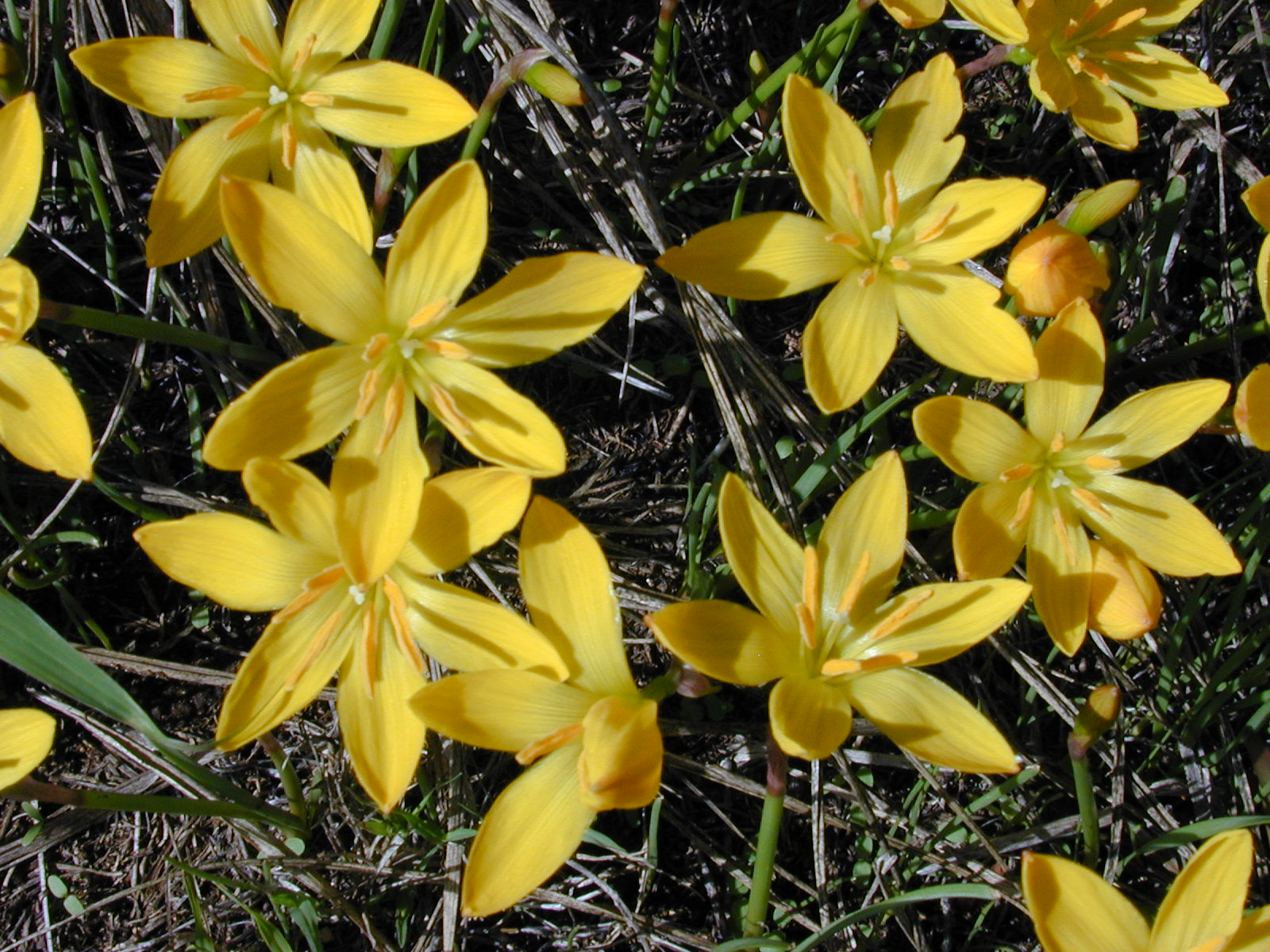
キバナサフランモドキ
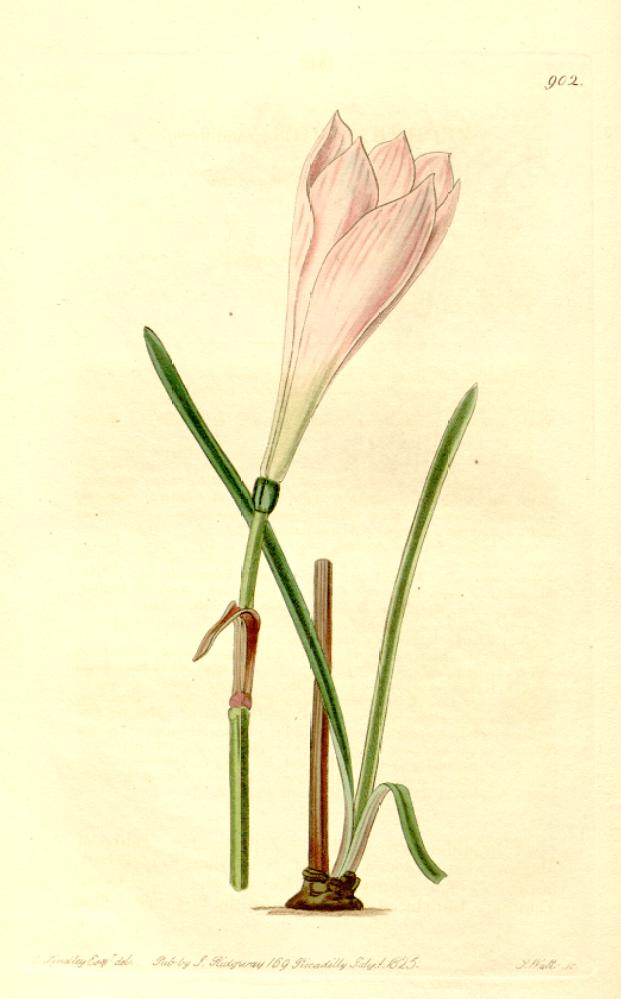
Zephyranthes minuta
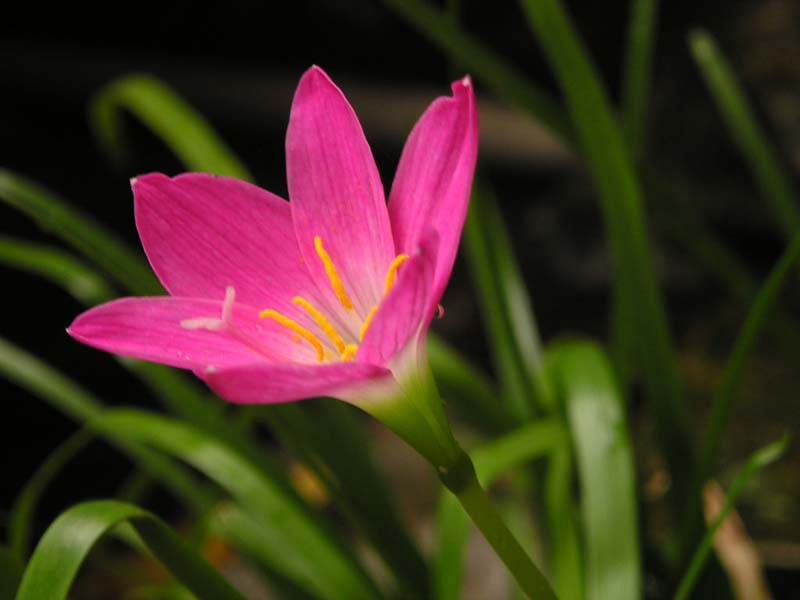
コサフランモドキ
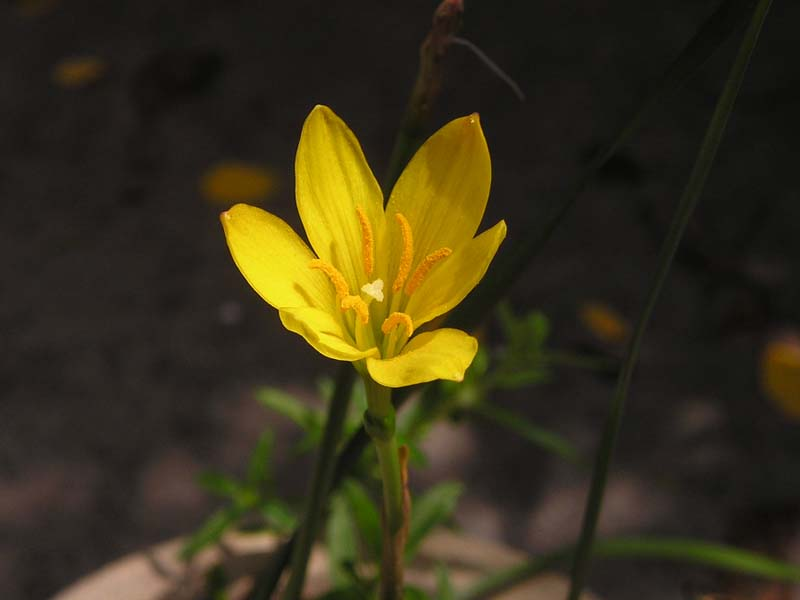
Zephyranthes × ajax